# Фьолкишер Беобахтер
„Фьолкишер Беобахтер“ (на немски: Völkischer Beobachter, в превод Народен наблюдател) е немскоезичен вестник, печатен орган и официоз на Националсоциалистическата германска работническа партия.
Излиза от 1920 година първоначално като седмичник, но от 8 февруари 1923 г. е вече всекидневник. Последният му брой излиза на 30 април 1945 г.